# Constituição mexicana de 1824
A Constituição Federal dos Estados Unidos Mexicanos de 1824 (em espanhol: Constitución Federal de los Estados Unidos Mexicanos de 1824) entrou em vigor em 4 de outubro daquele ano, após o Império Mexicano de Agostinho I do México. Na nova Constituição, a República assumiu o nome de Estados Unidos Mexicanos e foi definida como República Federal Representativa, sendo o catolicismo a única religião oficial no México.

## Conteúdo

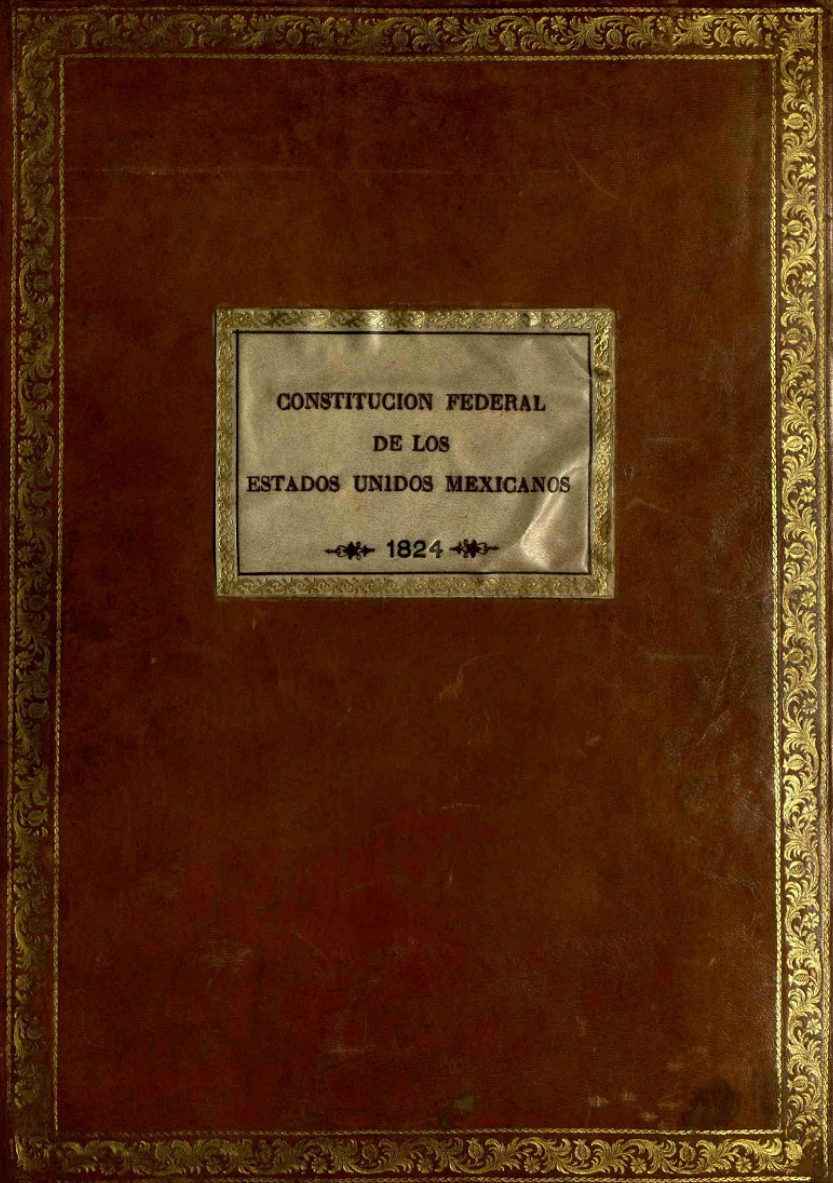
Constituição Federal dos Estados Unidos Mexicanos de 1824

A Constituição de 1824 era composta por 7 títulos e 171 artigos, baseava-se na Constituição de Cádiz para as questões americanas, na Constituição dos Estados Unidos para a fórmula de representação e organização federal e no Decreto Constitucional para a Liberdade da América mexicana de 1814. O sistema de federalismo foi implantado em uma república representativa popular, que era formada por dezenove estados, quatro territórios dependentes do centro e do DF (distrito federal) A constituição de 1824 não contemplava expressamente os direitos dos cidadãos. O direito à igualdade dos cidadãos foi restringido pela permanência da jurisdição militar e eclesiástica. Os artigos mais relevantes foram:
1. A nação mexicana é soberana e livre do governo espanhol e de qualquer outra nação.
3. A religião da nação é a Católica Apostólica Romana, está protegida por lei e qualquer outra é proibida.
4. A nação mexicana adota um governo na forma de uma república representativa popular federal.
6. O Poder Supremo da federação divide-se em Poder Legislativo, Poder Executivo e Poder Judiciário.
7. O Poder Legislativo está depositado em um Congresso composto por duas câmaras, uma de deputados e outra de senadores.
50. Liberdade política de imprensa na federação e nos estados (seção 1).
74. O Poder Executivo reside em uma pessoa chamada Presidente dos Estados Unidos Mexicanos.
75. Fica estabelecida a figura do vice-presidente, que em caso de impossibilidade física ou moral do presidente, exercerá os poderes e prerrogativas do mesmo.
95. O mandato do presidente e do vice-presidente será de quatro anos.
123. O Poder Judiciário reside no Supremo Tribunal de Justiça, nos Tribunais Distritais e nos Tribunais Distritais.
124. O Supremo Tribunal é composto por onze ministros divididos em três câmaras e um procurador.
157. O governo individual dos estados é composto por três ramos.
O presidente Guadalupe Victoria também declarou a abolição da escravidão, Mas foi o presidente Vicente Guerrero quem emitiu o decreto de abolição da escravidão em 15 de setembro de 1829.